# Galàxia espiral regular

La Galàxia del Remolí i el seu satèl·lit de company. La Galàxia del Remolí és una galàxia espiral regular

Una galàxia espiral regular o galàxia espiral no barrada o és un tipus de galàxia espiral sense una barra central, o una que no és una galàxia espiral barrada. Es designa amb una SA en l'esquema de la classificació morfològica de les galàxies.
La Galàxia del Sombrero és una galàxia espiral regular.
Les galàxies espirals no barrades són un dels tres tipus generals de les galàxies espirals en el marc del sistema de classificació del sistema de Vaucouleurs, els altres dos són la galàxia espiral intermèdia i la galàxia espiral barrada. Sota la forquilla de sintonia Hubble, és un dels dos tipus generals de galàxia espiral, els altres són espirals barrades.

## Graus

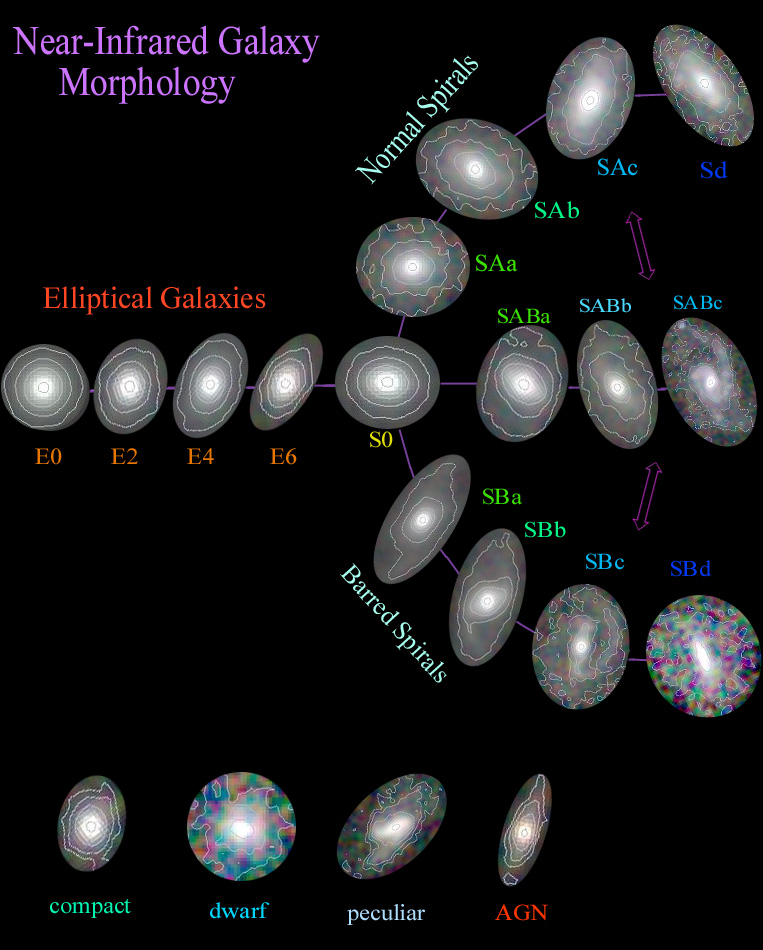
Sota el sistema de classificació de Vaucouleurs, les galàxies SA són un dels tres tipus de galàxia espiral

| Exemple              | Tipus | Imatge | Informació                                                           | Notes                                          |
| -------------------- | ----- | ------ | -------------------------------------------------------------------- | ---------------------------------------------- |
|                      | SA0-  |        | SA0- és un tipus de galàxia lenticular                               |                                                |
|                      | SA0   |        | SA0 és un tipus de galàxia lenticular                                |                                                |
|                      | SA0+  |        | SA0+ és un tipus de galàxia lenticular                               |                                                |
| NGC 3593             | SA0/a |        | SA0/a també es pot considerar un tipus de galàxia lenticular regular | NGC 3593 és de fet un "SA(s)0/a"               |
| NGC 3169             | SAa   |        |                                                                      | NGC 3169 és de fet un "SA(s)a pec"             |
| Messier 81           | SAab  |        |                                                                      | M81 és de fet un "SA(s)ab"                     |
| Messier 88           | SAb   |        |                                                                      | M88 és de fet un "SA(rs)b"                     |
| NGC 3949             | SAbc  |        |                                                                      | NGC 3949 és de fet un "SA(s)bc"                |
| NGC 4414             | SAc   |        |                                                                      | NGC 4414 és de fet un "SA(rs)c"                |
| Galàxia del Triangle | SAcd  |        |                                                                      | la galàxia del Triangle és de fet un "SA(s)cd" |
| NGC 300              | SAd   |        |                                                                      | NGC 300 és de fet un "SA(s)d"                  |
| NGC 45               | SAdm  |        | SAdm també pot ser considerat un tipus d'espiral regular magellànic  | NGC 45 és de fet un "SA(s)dm"                  |
| NGC 4395             | SAm   |        | SAm és un tipus d'espiral magellànic (Sm)                            | NGC 4395 és de fet un "SA(s)m"                 |